# Woomera Test Range

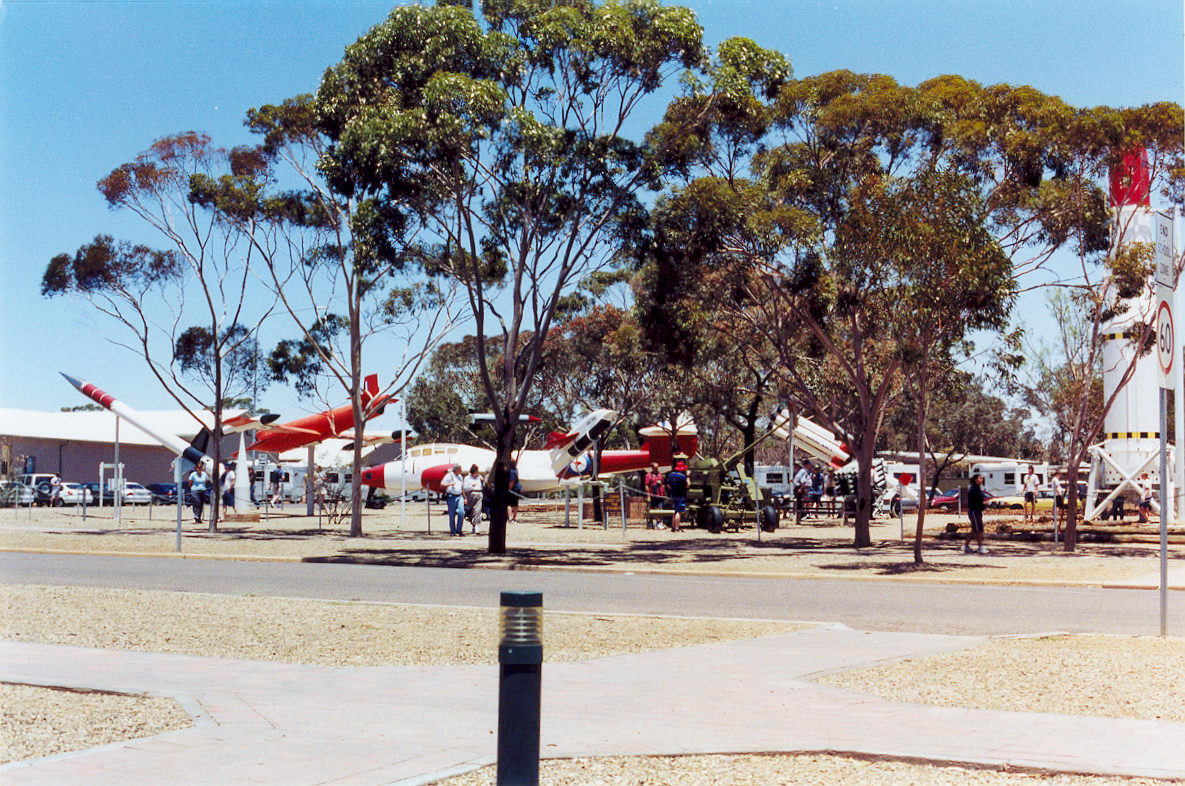
O "jardim" de foguetes em Woomera.

Localização do Woomera Test Range.

O Woomera Test Range ou RAAF Woomera Test Range, é um Centro de lançamento de foguetes localizado em Woomera na Austrália. Conhecido anteriormente como
Woomera Test Facility, Woomera Rocket Range e Long Range Weapons Establishment, Woomera, é um campo de teste de armamentos operado pelo grupo de suporte 
operacional da Royal Australian Air Force (RAAF).

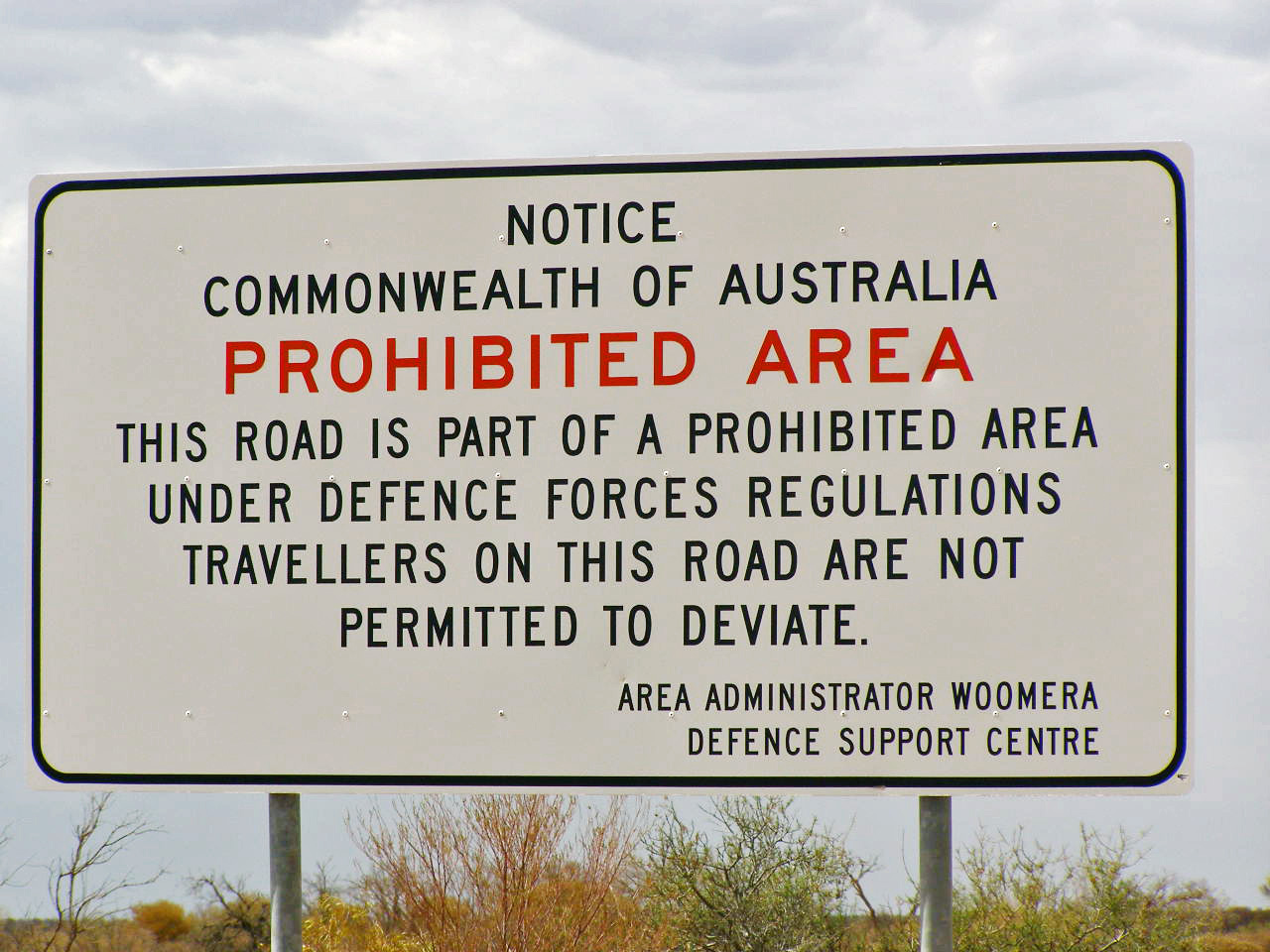
Uma placa de área restrita na rodovia Stuart.

Este campo, identificado como Woomera Prohibited Area e Woomera Restricted Airspace, está localizado na Austrália do Sul, 500 km ao 
Noroeste de Adelaide, próximo à cidade de Woomera, e é o maior campo de teste de armamentos terrestre do Mundo.

## Ligações Externas
- «Woomera». South Australia. Consultado em 26 de novembro de 2012. Arquivado do original em 4 de abril de 2014